# Dendrosenecio keniodendron
Dendrosenecio keniodendron (R.E.Fr. & T.C.E.Fr.) B.Nord, 1978 è una pianta  appartenente alla famiglia delle Asteraceae, diffusa in Africa centro-orientale.

## Distribuzione e habitat
È una specie endemica del Kenya, con areale ristretto alle zone di alta quota dei monti Aberdare e del monte Kenya.